# Luka Lapornik
Luka Lapornik (nacido el 24 de octubre de 1988 en Celje) es un jugador de baloncesto esloveno que pertenece a la plantilla del KK Krka Novo Mesto de la 1. A slovenska košarkarska liga. Mide 1,95 metros de estatura, y juega en a posición de escolta.

## Trayectoria deportiva
Comenzó su carrera profesional en el Šentjur y más tarde en el Zlatorog Laško.
Lapornik ha sido una de las piezas más importantes del KK Krka desde que llegó en 2013. El nuevo jugador verdinegro ha ganado tres Copas de Eslovenia (2014, 2015 y 2016) y fue nombrado MVP de la última edición. Además, también se proclamó campeón de la liga eslovena, la Liga Telemach, el año 2014.
En agosto de 2016, firma por el Joventut de Badalona por dos temporadas.
En la temporada 2021-22, firma por el KK Krka Novo Mesto de la 1. A slovenska košarkarska liga.